# Tsantsani
Tsantsani ist ein ephemeres Gewässer ähnlich einer Fiumara, in Anjouan, in den Komoren in der Straße von Mosambik.

## Geographie
Der Fluss verläuft im Gebiet von Moujou im Zentrum von Anjouan. Möglicherweise gehört er zum Einzugsgebiet des Dzialandzé.